# Sol Campbell
Pour les articles homonymes, voir Jeremiah, Campbell et Sol.
Sulzeer "Sol" Jeremiah Campbell, né le 18 septembre 1974 à Newham (Londres) est un footballeur international anglais qui évoluait au poste de défenseur central.

## Biographie

### Carrière de joueur

#### Tottenham (1992-2001)
Campbell commence sa carrière dans l'équipe de Tottenham Hotspur en décembre 1992 en remplaçant en cours de match Nick Barmby. Il marque un but à l'occasion de ses débuts. Au cours des deux saisons suivantes, il devient une des pièces maîtresses de la défense des Spurs, avant d'être considéré comme l'un des meilleurs défenseurs du monde. En 2001, en fin de contrat, et alors qu'il avait annoncé qu'il restait, il signe à Arsenal libre, provoquant l'ire des supporters des Spurs qui n'hésitent pas à le dénommer désormais Judas et à l'accueillir avec un pendu à son effigie lors de son retour à White Hart Lane. Arsenal et Tottenham étant deux équipes rivales. Malgré ses 12 saisons passées au club, il ne sera même pas invité lors de la dernière à White Hart Lane avant sa destruction en mai 2017. Les supporters du club londonien ne lui ont jamais pardonné cette trahison et il est encore aujourd'hui considéré comme un traître à leurs yeux.

#### Arsenal (2001-2006)
Son contrat venant à terme en 2001, Campbell étonne beaucoup de monde en signant pour Arsenal, le club rival de Tottenham. Il inscrit son premier but pour Arsenal lors d'un derby face au Chelsea FC, le 26 décembre 2001 en championnat. Buteur de la tête sur un service de Robert Pirès, il permet à son équipe d'égaliser, et Arsenal l'emporte par deux buts à un. Au cours de sa première saison avec les Gunners, il gagne le titre de champion d'Angleterre et soulève la Coupe d’Angleterre.
En 2003-2004, il participe activement au succès d’Arsenal dans le Championnat d’Angleterre. Les Gunners réussissent l'exploit de rester invaincus durant l'intégralité de la saison. Il joue notamment la finale de la Ligue des Champions 2005-2006 où il est buteur face à Barcelone, mais le club londonien s'incline 2-1.

#### Portsmouth (2006-2009)
Le 9 août 2006, l'équipe d'Arsenal décide de vendre Campbell à Portsmouth. Il porte le brassard de capitaine lors de la finale remportée par Portsmouth en Coupe d'Angleterre en 2008.

#### Piges à Notts County, Arsenal et Newcastle (2009-2011)
Campbell finit son contrat à l'été 2009 et rejoint pour cinq saisons l'équipe de Notts County, alors en 4e division anglaise. Le club, racheté par un consortium d'hommes d'affaires du Moyen-Orient, et dirigé par son ancien sélectionneur Sven-Göran Eriksson, a pour ambition de rejoindre l'élite anglaise. Mais après un seul match officiel joué avec Notts, il est annoncé que Campbell quitte le club.
Quelques mois plus tard, il revient dans le club d'Arsenal. Il effectue son retour parmi les Gunners contre Stoke City en Coupe d'Angleterre (défaite 3-1). Il joue de nouveau contre Aston Villa après avoir remplacé Thomas Vermaelen. Lors de son retour en Ligue des champions face au FC Porto, il marque de la tête.  Il dispute son premier match à l'Emirates Stadium face à cette même équipe de Porto (5-0).
En juillet 2010, il signe un contrat d'un an en faveur de Newcastle United.
Alors sans club, depuis la fin de son contrat en juin 2011 avec les Magpies, il annonce le 2 mai 2012, qu'il met un terme à sa carrière sportive.

#### Sélection Anglaise (1994-2007)
Sol Campbell joue depuis l'âge de 17 ans en sélection anglaise. Il est appelé en équipe d’Angleterre en 1995, mais cette rencontre est marquée par des incidents et n’est pas comptabilisée dans les statistiques. Il doit attendre plus d’un an avant de faire ses vrais débuts dans la sélection anglaise en entrant en cours de match contre la Hongrie le 18 mai 1996 (victoire 3-0 de l'Angleterre). Dans la foulée, Terry Venables le sélectionne pour jouer le Championnat d'Europe 1996.
Au cours des deux années suivantes, Campbell tient le cœur de la défense en compagnie de Tony Adams. Le nouveau sélectionneur de l’équipe d’Angleterre reconduit cette paire de défenseurs centraux lors de la Coupe du monde 1998 en France. Campbell participe ensuite à la campagne de qualification de l’équipe d’Angleterre pour l'Euro 2000.
Il marque son seul et unique but pour l'équipe d’Angleterre lors d’un match de la Coupe du monde 2002 contre la Suède. L’Angleterre est éliminée en quarts de finale par le Brésil, futur champion du monde.
Sa saison 2002-2003 est perturbée par une blessure, il contribue cependant à la qualification de l’Angleterre pour le Championnat d’Europe 2004.
Campbell compte 73 sélections en équipe d’Angleterre et il est retenu pour la Coupe du monde 2006, en tant que troisième de défenseur central après John Terry et Rio Ferdinand. Il n'entrera pas en jeu.

#### Engagement politique (2015-2016)
Sol Campbell est membre du Parti conservateur et a notamment été partisan du Brexit. Le 9 juin 2015, il annonce sa candidature pour succéder à Boris Johnson en tant que maire de Londres pour mai 2016, mais il n'est pas retenu par son parti.

#### Carrière d'entraîneur (2017-2020)
Le 27 novembre 2018, Sol Campbell, alors âgé de 44 ans, est nommé manager du Macclesfield Town Football Club pour un contrat de dix-huit mois avec le club de quatrième division. Il parvient lors de la dernière journée de championnat à le maintenir dans la division, puis quitte le club le 15 août.
Le 22 octobre 2019, il s'engage avec Southend United en League One jusqu'en juin 2020

## Palmarès

### En club
- Tottenham Hotspur
  - Vainqueur de la League Cup en 1999
- Arsenal
  - Champion d'Angleterre en 2002 et 2004
  - Vainqueur de la Coupe d'Angleterre en 2002, 2003 et 2005
  - Vainqueur du Community Shield en 2002 et 2004
  - Finaliste de la Ligue des champions en 2006
- Portsmouth
  - Vainqueur de la Coupe d'Angleterre en 2008

### En sélection
- Vainqueur du Championnat d'Europe des moins de 18 ans en 1993

### Distinctions personnelles
- Membre de l'équipe type de Premier League en 1999, 2003 et 2004
- Membre de l'équipe de la Coupe du monde en 2002
- Membre de l'équipe type de l'Euro 2004